# George Desvallières
George Desvallières, all'anagrafe Olivier Gabriel Victor Georges Lefèbvre-Desvallières (Parigi, 14 marzo 1861 – Parigi, 5 ottobre 1950) è stato un pittore francese.

## Biografia
Figlio di Louis Émile Lefebvre-Desvallièrese e di Marie Legouvé, fu educato all'arte sin da piccolo dal pittore Jules-Élie Delaunay, dal quale fu successivamente presentato a Gustave Moreau. Ne nacque una relazione privilegiata (Moreau sarà testimone di nozze di Desvallières e padrino di una delle sue figlie) che orientò Desvallières verso temi mitologici e religiosi.
Nel 1890 sposò Marguerite Lefebvre (1870-1955), allieva di César Franck, da cui ebbe sei figli. Nello stesso anno, dopo un viaggio in Italia che gli permise di approfondire la conoscenza dei pittori più antichi, la sua arte subì un mutamento verso un simbolismo che preannunciava le opere della maturità: soggetti nell'oscurità, colori violenti, concezione drammatica dei temi religiosi.
Comandante di battaglione durante la prima guerra mondiale, fu uno dei primi artisti, al ritorno dal fronte, a ritrarre la dolorosa esperienza in importanti opere decorative, sia pubbliche che private, legate al tema della Grande Guerra, tra cui le vetrate dell'ossario di Douaumont in Francia e quelle della chiesa di Pawtucket, negli Stati Uniti d'America (1926-1928).
Fu uno dei sostenitori più attivi della rinascita dell'arte sacra: nel 1919 fondò con Maurice Denis l'"Ateliers d'art sacré", una scuola il cui obiettivo era quello di rinnovare l'arte religiosa e di formare una giovane generazione di artisti cristiani.
Nel Museo d'Orsay di Parigi sono conservate alcune delle sue opere.